# Куян Іван Григорович

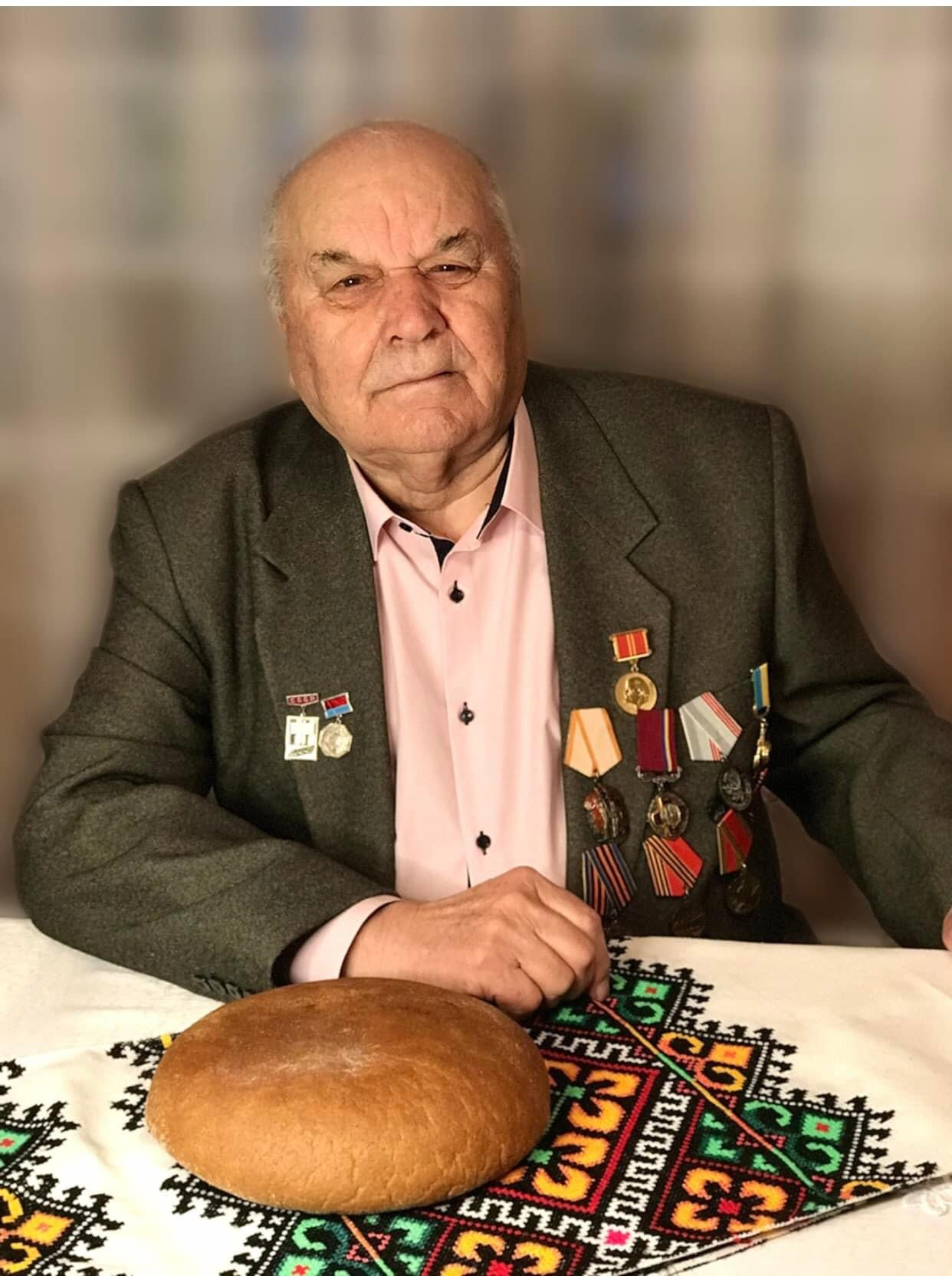
Іван Григорович Куян

Іва́н Григо́рович Куя́н - Почесний громадянин міста Тальне

## Біографія
Народився 07 березня 1932 року у селі Велика Андрусівка Світловодського району Кіровоградської області в родині службовців.  
Батько: Куян Григорій Якович (1906 - 1995).  
Мати: Полтавець Горпина Яківна (1909 - 1987). 
1950 - закінчив Новогеоргіївську середню школу Світловодського району Кіровоградської області. 
1950 - 1955 - студент Полтавського інженерного інституту сільськогосподарського будівництва. 
1955 - 1962 - працює на будівництві Кременчуцької ГЕС. 
1962 - 1965 - аспірант Київського інженерно-будівельного інституту. Спеціальність - опір матеріалів. 
1965 - 1967 - завідуючий заочним відділенням Ржищівського будівельного технікуму. Київська область. 
1967 - 2000 - директор Тальнівського будівельного технікуму, який з 1990 став Тальнівським будівельно-економічним коледжем. Нині ВСП «Тальнівський будівельно-економічний фаховий коледж Уманського національного університету садівництва». 
Батько двох синів і доньки. 

## Звання
1980 - Заслужений працівник середніх спеціальних навчальних закладів СРСР.
1992 - Заслужений працівник освіти України.
2000 - Почесний директор Тальнівського будівельно-економічного коледжу.

## Джерело
- "Вісті Черкащини" з нагоди 91 дня народження Івана Григоровича.